# Филиппинско-южнокорейские отношения
Филиппинско-южнокорейские отношения — двусторонние дипломатические отношения между Филиппинами и Республикой Корея.

## История
3 марта 1949 года были установлены двусторонние отношения между странами, после признания Филиппинами Республики Кореи в качестве суверенного государства. Филиппины стали пятым государством в мире, признавшим Республику Корея и первой страной-участницей АСЕАН установившей отношения с этим государством.

### Корейская война
7 сентября 1950 года правительство Филиппин приняло решение отправить филиппинский экспедиционной корпус в Южную Корею, чтобы помочь отразить агрессию с севера. Филиппины послали пять батальонов пехоты, общей численностью 7420 солдат. 19 сентября 1950 года первые 1400 филиппинских солдат высадились в порту Пусан. Филиппины стали восьмой страной, вступившей в войну в составе сил ООН.

### Современность
На сегодняшний день отношения двух стран в военной сфере развиваются под значительным влиянием США. Так, в ноябре 2023 г. заместитель министра обороны Республики Корея Ким Сон Хо и его филиппинский коллега Анжелито М. Де Лео провели переговоры на полях первой встречи министров обороны между Южной Кореей и государствами-членами Командования ООН в Сеуле. Два вице-министра договорились тесно сотрудничать в секторе оборонной промышленности, включая третий этап проекта модернизации вооруженных сил Филиппин. В рамках усилий по модернизации Манила стремится приобрести передовую военную технику у Республики Корея, включая подводные лодки.

## Экономические отношения
В 2011 году большинство туристов посетивших Филиппины были южными корейцами, японцами и американцами. В 2009 году Южная Корея экспортировала товаров на Филиппины на 4,57 млрд долларов США, а в 2013 году на 8,78 млрд долларов США. Экспорт Филиппин в Южную Корею в 2009 году составил сумму 2,65 млрд долларов США, а в 2013 году 3,71 млрд долларов США.

## Эмиграция
В 2011 году более 90000 граждан Республики Кореи проживало на Филиппинах. В 2009 году Министерство иностранных дел и торговли Республики Корея опубликовало данные, что более 45000 филиппинцев проживало в этой стране.